# 修徳中学校・高等学校
修徳中学校・高等学校（しゅうとくちゅうがっこう・こうとうがっこう）は、東京都葛飾区青戸八丁目に所在し、中高一貫教育を提供する私立中学校・高等学校。高等学校において、中学校から入学した内部進学の生徒と高等学校から入学した外部進学の生徒との間では、第1学年から混合してクラスを編成する併設型中高一貫校。設置者は学校法人修徳学園。

## 概要
天理教の東本大教会（墨田区本所一丁目に所在）を創立した中川よしが、布教の一環として教会内の住み込み人や信者の子弟のために始めた夜間学校を起源に持っている。ただし、学校公式サイトなどでは宗教をバックボーンにしていることは明言されていない。現在の中・高の前身の1つである修徳商業学校は、太平洋戦争末期、商業学校のほとんどが工業学校への転換を余儀なくされた中で、商業教育を継続することができたという稀有な歴史を有する。
なお、代々の理事長は東本大教会から派遣されている。
校則が厳しいことで知られている。修徳高校バイク退学事件や、修徳高校パーマ退学事件で退学処分の是非を巡り裁判で争われたことがある。後者の修徳高校パーマ退学訴訟は著名な判例として現在でも引用されることが多い。

## 設置形態
- 中学校
- 高等学校　
  - 全日制課程
    - 普通科
      - 特進選抜コース（男女共学）
      - 文理進学コース（男女共学）

## 沿革
- 1904年（明治37年）5月 - 東本夜学部創立。天理教東本大教会信者に限定せず、一般からも生徒を募り、当初は授業料・教材を無償としていた。
- 1913年（大正2年）2月13日 - 修徳夜学校（2年制）として認可される。
- 1925年（大正14年） - 4年制に改編。
- 1930年（昭和5年）3月12日 - 修徳実業学校となる。
- 1931年（昭和6年）3月23日 - 新しく設置された財団法人六踏学園に移管され、修徳商業学校（甲種実業学校）に改まる。
- 1938年（昭和13年） - 修徳高等女学校を設置。
- 1940年（昭和15年） - 法人名を修徳学園に改称。
- 1943年（昭和18年） - '修徳高等女学校廃止。男子校へ移行。
- 1947年（昭和22年） - 学制改革により、新制修徳学園中学校設置。
- 1948年（昭和23年） - 学制改革により、新制修徳高等学校設置。
- 1949年（昭和24年） - 教会のある本所の町から、現在地に移転。
- 1952年（昭和27年） - 修徳学園女子部併設復活。男子校から男女別学へ。女子部制服は紺のブレザー、白いブラウスにエンジ色のリボン。
- 1987年（昭和62年） - 男子部制服、金ボタン5個の黒詰襟学生服から紺の海軍型学生服へ改定。
- 1994年（平成6年） - 女子部制服、リニューアル。紺のブレザーにエンブレムが入り、ボトムス（スカート）も紺一色からチェック柄に変更。
- 2004年（平成16年） - 創立百周年を迎える。高校に男女共学の特別進学コースを開設
- 2006年（平成18年） - 中高男女の制服、ブレザーに改定。
- 2008年（平成20年） - 中学校に男女共学の特進クラスを開設
- 2011年（平成23年）4月 - 修徳学園中学校を修徳中学校に改称。
- 2014年（平成26年） - 創立百十周年を迎え、高校完全共学。

## 施設
- 硬式野球場（埼玉県八潮市）
- サッカー場（千葉県柏市）

## 交通
出典 : 
電車
- JR常磐線亀有駅 徒歩12分（経路案内）
- 京成線青砥駅 徒歩17分（経路案内）

バス
| 運行事業者 | 乗車停留所 | 系統   | 下車停留所                        |
| ---------- | ---------- | ------ | --------------------------------- |
| 京成バス   | 新小岩駅   | 新小53 | 「修徳学園入口」、徒歩3分         |
| 京成バス   | 葛西駅     | SS08   | 「老健青戸こはるびの里」、徒歩3分 |
| 都営バス   | 浅草寿町   | 草39   | 「中川大橋」、徒歩3分             |

## 著名な関係者

### 卒業生

#### 野球
- 成田文男
- 辻正孝
- 松岡清治
- 森一晃
- 福原峰夫
- 関根毅
- 酒井忠晴
- 高橋尚成
- 玉木朋孝
- 遠藤竜志
- 青木勇人
- 齊藤勝
- 三ツ俣大樹

- 近藤健介 - 中学のみ

#### サッカー
- 北澤豪
- 神野卓哉
- 高木義成
- 小椋祥平
- 眞行寺和彦
- 木谷公亮
- 佐藤拓也
- 田草川貴
- 島貫純
- 雪江悠人
- 大森博
- ブワニカ啓太
- 片山由菜
- 杉崎健
- 野沢真由

#### 柔道
- 岩尾敬太
- 小川雄勢
- 増山香補
- 石橋千里
- 渡名喜風南
- 川田歩実
- 宮木果乃
- 福地駿多朗

#### その他
- タイガー戸口 - プロレス
- 小林健太 - プロレス
- 伊藤有司 - ラグビー
- 飯合肇 - ゴルフ
- 八幡賢司 - 陸上競技
- 椎名千里 - スケート
- 岩本英嗣 - スケート
- 竹内洋輔 - スケート
- 黒木昭雄 - 警察ジャーナリスト
- 大西洋平 - 政治家

### 芸能人
- 長谷川静香
- 松本典子
- 武井壮
- 青峰佑樹
- 平野ノラ

### 教職員
- 北田佳世 - 元教員。

## 関連学校
- 天理大学
- 天理中学校・天理高等学校 - 天理教校学園高等学校
- 天理小学校 - 天理幼稚園